# Inteligência em insetos

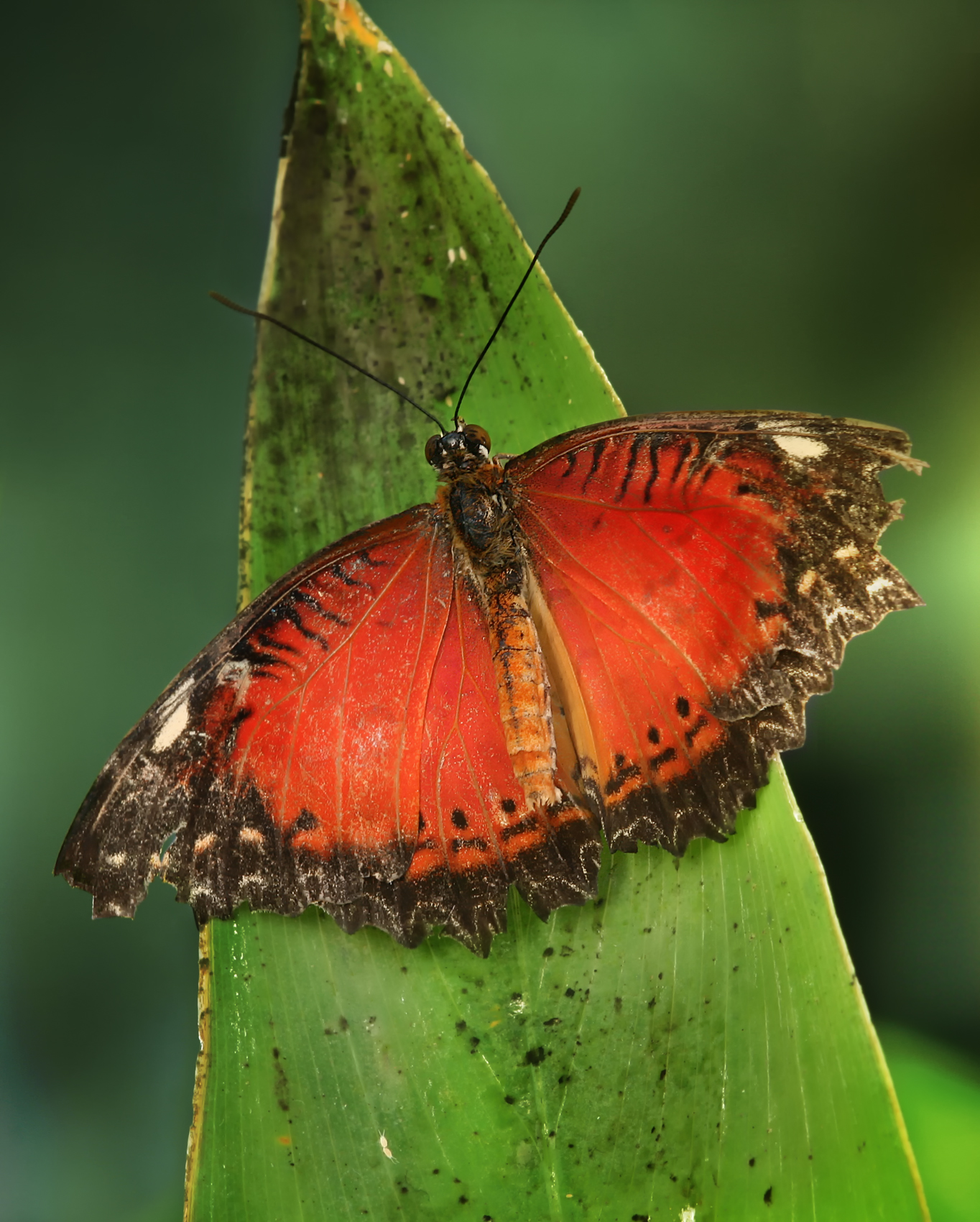
Estudos indicam que insetos como as borboletas não têm um padrão de voo aleatório, mas são capazes de elaborar rotas de voo pré-determinadas.

Os estudos da inteligência em insetos têm demonstrado que tais animais são dotados de um aparato cognitivo capaz de lhes propiciar diversas ações que ser compreendidas como sinais de inteligência, como por exemplo ser capaz de estabelecer um plano de voo. No ano de 2009, um grupo de pesquisadores da Universidade de Cambridge estudou a habilidade de alguns insetos de realizar tarefas complexas. Jeremy Niven, líder do referido grupo de pesquisas, afirmou então que seus estudos descreveram "outro exemplo de insetos assumindo comportamentos que, previamente, nós pensávamos serem limitados a animais com cérebros relativamente maiores, com controle motor sofisticado, como humanos, macacos e  polvos". Estudos realizados na Universidade de Debrecen, na Hungria, indicam ainda que os insetos são capazes de possuir personalidades próprias, em nível comparável a dos humanos.

## Borboletas
Estudos indicam que as borboletas não têm um padrão de voo aleatório, mas são capazes de elaborar rotas de voo pré-determinadas.

## Formigas
Estudos relacionados ao que se poderia entender como a inteligência das formigas apontam que esses pequenos animais são capazes de medir distâncias exatas contando seus próprios passos, tal como publicou a revista Science.